# 李永根 (政治家)
李 永根（イ・ヨングン、朝鮮語: 이영근、1924年2月4日 - 2020年5月25日）は、大韓民国の公務員、教育者、軍人、政治家。第7・9・10代韓国国会議員。本貫は全州李氏。号は亮谷（ヤンゴク、양곡）。

## 経歴
日本統治時代の平安北道定州郡（現・朝鮮民主主義人民共和国平安北道定州市）出身。五山高等普通学校（現・五山高等学校）を卒業後、平壌医学専門学校を4年時に中退し、米国歩兵学校、国際大学化学科（現・西京大学校）、陸軍大学、陸軍士官学校8期を修了した。その後は中央情報部行政次長、金鍾泌国務総理秘書室長、維新政友会院内総務、国会建設委員長、大韓民国憲政会副会長・元老委員、朴正煕大統領記念事業会常任理事、民族中興会副会長兼事務総長などの要職を歴任した。そのほか、学校法人五山学院の理事長を歴任した。
2020年に96歳で死去した。